# REDMAP
REDMAP (kurz für Redistricting Majority Project) ist ein Projekt der Republikanischen Partei der Vereinigten Staaten, um die Kontrolle der Republikaner über Kongresssitze, Gouverneure und Wahlmänner zu verbessern, hauptsächlich durch die Festlegung von Wahlbezirksgrenzen.
REDMAP wurde von dem Politstrategen Thomas Hofeller zusammen mit Karl Rove, Ed Gillespie und Chris Jankowski 2010 geplant und gestartet. Es kostete die Republikanische Partei schätzungsweise rund 30 Millionen US-Dollar.
Das Projekt diente zuerst dazu, in den Bundesstaaten die Hoheit über die Wahlgesetzgebung zu erlangen, indem kleine örtliche Wahlen gewonnen und so die Landespolitik dominiert werden konnte, vor allem durch Negativ-Werbekampagnen über Demokraten. Im Anschluss wurde durch neue Wahlgesetze und die willkürliche Verschiebung der Wahlkreisgrenzen bei Wahlen sowohl auf Landes- als auch auf Bundesebene ein dauerhafter Vorteil für die republikanische Partei erzielt.
Das Projekt hat Berichten zufolge Gerrymandering, also das absichtsvolle Verschieben von Wahlkreisgrenzen, effektiv genutzt, indem es sich auf zuvor nicht verfügbare Kartierungssoftware wie Maptitude stützte. Durch die spezifische Anwendung von sozialgeographischen Daten in speziellen Geo-Informationssystemen konnte eine höhere Präzision bei der Verschiebung von Distriktsgrenzen erreicht werden. Die Strategie konzentrierte sich auf Staaten, in denen die Demokraten traditionell führen („blaue Staaten“) wie Pennsylvania, Ohio, Michigan, North Carolina und Wisconsin.